# Seattle Computer Products

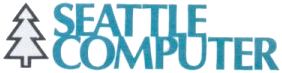
Logo

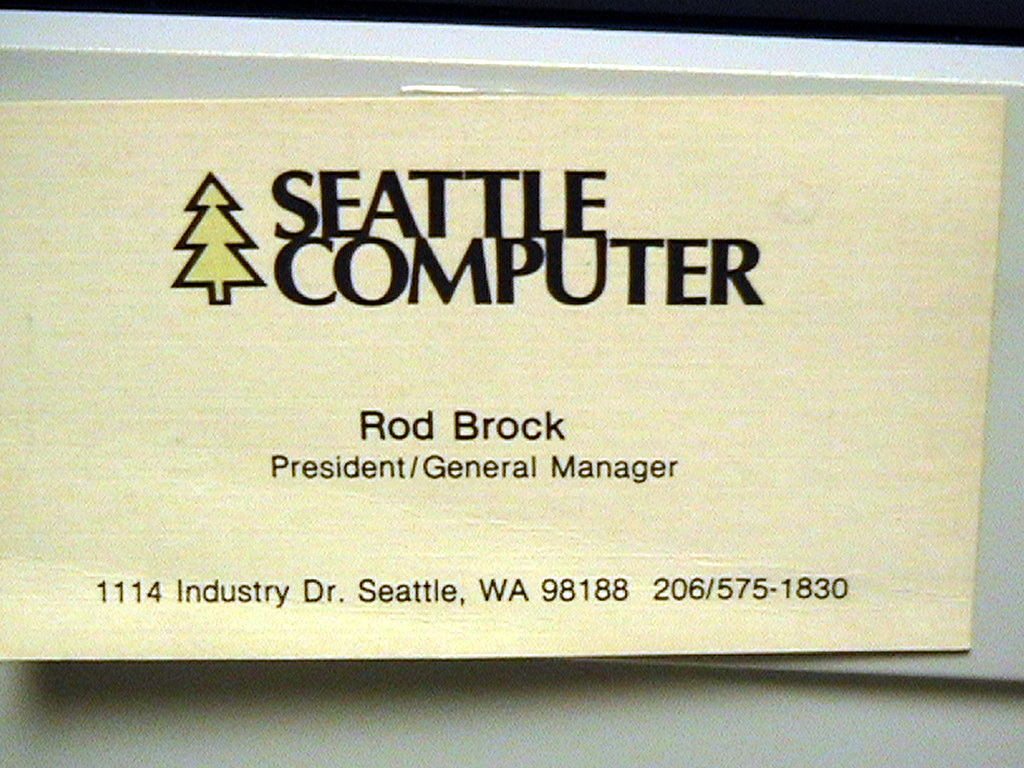
Logo von Seattle Computer (aus der Visitenkarte von Rod Brock).

Seattle Computer Products (SCP) war ein Hardware-Hersteller aus Seattle. Die Firma wurde Mitte der 1970er Jahre von Rod Brock gegründet und produzierte anfangs S-100-Speichererweiterungskarten.
Die Firma war unter anderem für ihr Betriebssystem QDOS (Quick and Dirty Operating System), das spätere 86-DOS, bekannt. QDOS wurde von Tim Paterson entwickelt und im Jahr 1981 für 50.000 $ an Microsoft verkauft. Microsoft modifizierte diese Software (heute bekannt als MS-DOS) und lizenzierte sie als PC-DOS an IBM weiter. Tim Paterson arbeitete von 1978 bis 1981 für SCP.